# Nova Petrópolis
Nova Petrópolis là một đô thị thuộc bang Rio Grande do Sul, Brasil. Đô thị này có diện tích 291,079 km², dân số năm 2007 là 17778 người, mật độ 61,08 người/km².